# Ricardo Pérez Muro
Ricardo Pérez Muro (nacido el 25 de junio de 1930 en La Plata, Buenos Aires, Argentina) es un exfutbolista argentino. Jugaba de centrocampista y su primer club fue Deportivo Morón. Tiene 94 años.

## Carrera
Comenzó su carrera en 1951 jugando para Deportivo Morón. Jugó para el equipo hasta 1953. En 1954 se pasó a Tristán Suárez, en donde se mantuvo ligado hasta el año 1955. En 1956 se fue a Colombia para transformarse en el nuevo refuerzo del Deportivo Cali, en donde jugaría hasta 1957. Ese año se fue a España para formar parte de las filas del Granada CF. Jugó para ese equipo hasta 1958. En 1959 regresó a la Argentina para formar parte del equipo que lo vio nacer, el Deportivo Morón. Jugó para el equipo hasta 1961, cuando en 1962 fue cedido al Lanús, donde terminó su carrera en el año 1964.

## Clubes
| Club            | País      | Año       |
| --------------- | --------- | --------- |
| Deportivo Morón | Argentina | 1951-1953 |
| Tristán Suárez  | Argentina | 1954-1955 |
| Deportivo Cali  | Colombia  | 1956-1957 |
| Granada CF      | España    | 1957-1958 |
| Deportivo Morón | Argentina | 1959-1961 |
| Lanús           | Argentina | 1962-1964 |